# Catherine Rouvel
Catherine Rouvel, född 31 augusti 1939 i Marseille, är en fransk skådespelerska.

## Roller i urval
- 1959 – Frukost i det gröna
- 1968 – Å ett sånt härligt sex
- 1970 – Borsalino
- 1974 – Skottpengar
- 1976 – Seger under sång
- 1987 – Ensamvargen
- 1995 – Élisa
- 1998 – En kvinnas uppbrott (TV-serie)
- 1999 – Cassidi et Cassidi (TV-serie)
- 2004 – Kung och drottning
- 2011 – En enkel till Antibes